# Каракульський район
Каракульський район (узб. Қоракўл тумани, Qorako’l tumani) — район у Бухарській області Узбекистану. Розташований у західній частині області. Утворений 29 вересня 1926 року. Центр — місто Каракуль.